# СФК Морава
СФК Морава је фудбалски клуб из Владичиног Хана, Србија, и тренутно се такмичи у Српској лиги Исток, трећем такмичарском нивоу српског фудбала. Клуб је основан 1929. године. Боје клуба су плава и бела.

## Новији резултати
| Сезона   | Ранг | Лига                 | Позиција | ИГ | Д  | Н | П  | ГД | ГП | ГР  | Бод     | Куп                  |
| -------- | ---- | -------------------- | -------- | -- | -- | - | -- | -- | -- | --- | ------- | -------------------- |
| 2004/05. | 3    | Српска лига Исток    | 10.      | 34 | 13 | 7 | 14 | 57 | 60 | -3  | 46      | Није се квалификовао |
| 2005/06. | 3    | Српска лига Исток    | 13.      | 34 | 12 | 4 | 18 | 45 | 53 | -8  | 40      | Није се квалификовао |
| 2006/07. | 3    | Српска лига Исток    | 9.       | 34 | 15 | 5 | 14 | 38 | 43 | -5  | 50      | Није се квалификовао |
| 2007/08. | 3    | Српска лига Исток    | 11.      | 30 | 12 | 5 | 13 | 42 | 43 | -1  | 41      | Није се квалификовао |
| 2008/09. | 4    | Нишка зона           | 12.      | 34 | 13 | 4 | 17 | 62 | 74 | -12 | 43      | Није се квалификовао |
| 2009/10. | 4    | Нишка зона           | 7.       | 34 | 18 | 2 | 14 | 66 | 59 | +7  | 56      | Није се квалификовао |
| 2010/11. | 4    | Нишка зона           | 7.       | 30 | 15 | 2 | 13 | 63 | 57 | +6  | 47      | Није се квалификовао |
| 2011/12. | 4    | Нишка зона           | 15.      | 30 | 5  | 8 | 17 | 34 | 65 | -31 | 20 (-3) | Није се квалификовао |
| 2012/13. | 5    | Пчињска окружна лига | -        | -  | -  | - | -  | -  | -  | -   | -       | -                    |